# Castel Bay
Pour les articles homonymes, voir Castel.
Castel Bay est une voie navigable de l'Arctique canadien dans les Territoires du Nord-Ouest. 

## Géographie
Il s'agit d'un bras sud du détroit de M'Clure au nord-est de l'île Banks. L'embouchure de la Mercy Bay, plus grande, se trouve à moins de 20 km à l'est. Elles font partie du parc national Aulavik.

## Histoire
Elle a été nommée par Vilhjalmur Stefansson en l'honneur de l'explorateur de l'Arctique Aarnout Castel,.